# Lineckberg
Lineck Berg är ett berg i Österrike.   Det ligger i distriktet Graz Stadt och förbundslandet Steiermark, i den östra delen av landet, 140 km sydväst om huvudstaden Wien. Toppen på Lineck Berg är 702 meter över havet.
Terrängen runt Lineck Berg är kuperad åt nordväst, men åt sydost är den platt. Terrängen runt Lineck Berg sluttar söderut. Runt Lineck Berg är det ganska tätbefolkat, med 124 invånare per kvadratkilometer.. Närmaste större samhälle är Graz, 5,7 km söder om Lineck Berg. 
I omgivningarna runt Lineck Berg växer i huvudsak blandskog.